# Voyage d'été au bord de la mer
Pour plus de détails, voir Fiche technique et Distribution.
Voyage d'été au bord de la mer (Летняя поездка к морю, Letniaia poezdka k moriou) est un film soviétique réalisé par Semion Aranovitch, sorti en 1978,.

## Fiche technique
- Titre français : Voyage d'été au bord de la mer[3]
- Titre original : Летняя поездка к морю, Letniaia poezdka k moriou
- Photographie : Vladimir Ilin
- Musique : Oleg Karavaïtchuk
- Décors : Gratchia Mekinian
- Montage : Raisa Izakson